# یاماتوتاکادا، نارا
یاماتوتاکادا در استان نارا در کشور ژاپن واقع شده‌است  که دارای جمعیت ۶۹٬۴۷۳ نفر و مساحت ۱۶٫۴۹ کیلومتر مربع با تراکم جمعیت ۴٬۲۱۳  نفر در کیلومترمربع است و در تاریخ ۱ ژانویه ۱۹۴۸ به عنوان شهر شناخته شد.